# Sinait
Sinait is de meest noordelijke gemeente van de Filipijnse provincie Ilocos Sur op het eiland Luzon. Bij de laatste census in 2010 telde de gemeente ruim 25 duizend inwoners.

## Geografie

### Bestuurlijke indeling
Sinait is onderverdeeld in de volgende 44 barangays:
| - Aguing - Baliw - Ballaigui - Baracbac - Barikir - Battog - Binacud - Cabangtalan - Cabarambanan - Cabulalaan - Cadanglaan - Calanutian - Calingayan - Curtin - Dadalaquiten Norte | - Dadalaquiten Sur - Dean Leopoldo Yabes - Duyayyat - Jordan - Katipunan - Macabiag - Magsaysay - Marnay - Masadag - Nagbalioartian - Nagcullooban - Nagongburan - Namnama - Pacis - Paratong | - Purag - Quibit-quibit - Quimmallogong - Rang-ay - Ricudo - Sabañgan - Sallacapo - Santa Cruz - Sapriana - Tapao - Teppeng - Tubigay - Ubbog - Zapat |

## Demografie
Sinait had bij de census van 2010 een inwoneraantal van 25.427 mensen. Dit waren 531 mensen (2,1%) meer dan bij de vorige census van 2007. Ten opzichte van de census van 2000 was het aantal inwoners gegroeid met 1.357 mensen (5,6%). De gemiddelde jaarlijkse groei in die periode kwam daarmee uit op 0,55%, hetgeen lager was dan het landelijk jaarlijks gemiddelde over deze periode (1,90%).

De bevolkingsdichtheid van Sinait was ten tijde van de laatste census, met 25.427 inwoners op 65,56 km², 387,8 mensen per km².